# 色川村
色川村（いろかわむら）は、和歌山県東牟婁郡にあった町。現在の那智勝浦町の北西部にあたる。

## 地理
- 山岳：高塚山、那智山（妙法山）、烏帽子山、宝泉岳、峯山
- 河川：高野川、中野川、熊瀬川、大野川

## 歴史
- 1889年（明治22年）4月1日 - 町村制の施行により、東牟婁郡大野村・口色川村・小坂村・南平野村・熊瀬川村・田垣内村・坂足村・樫原村・直柱村・高野村の区域をもって発足。
- 1955年（昭和30年）4月1日 - 勝浦町・那智町・宇久井村と合併して那智勝浦町が発足。同日色川村廃止。